# 北カフカース鉄道支社

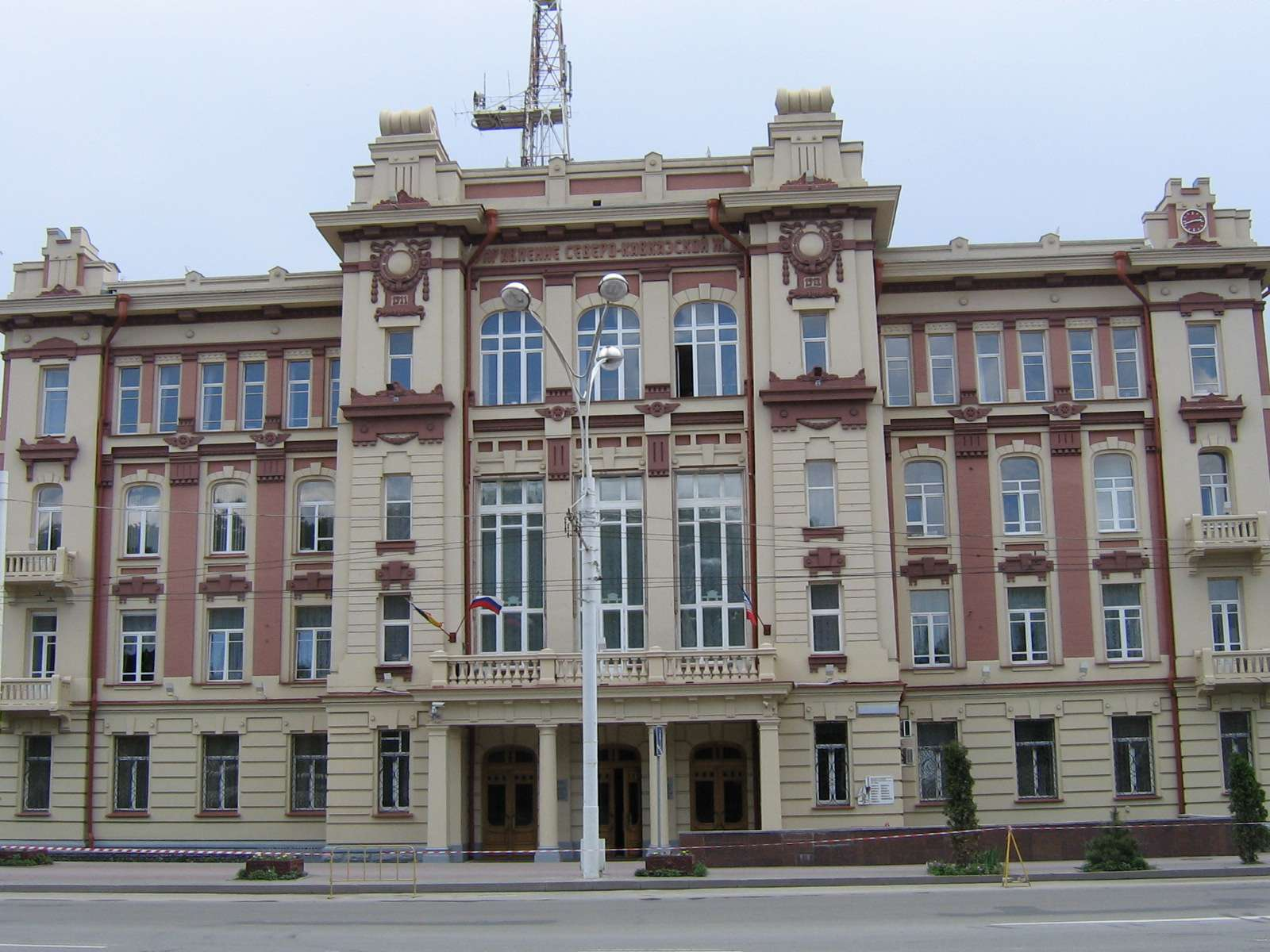
ロストフ・ナ・ドヌの鉄道局.

北カフカース鉄道支社（ロシア語: Северо-Кавказская железная дорога）は、西のアゾフ海周辺から黒海沿岸を通り、カフカス山脈北部の北カフカース地方を経て、東のカスピ海周辺に到る地方を管轄するロシア鉄道の支社である。軌間はロシア式の広軌で1520mm。ロストフ州の州都・ロストフ・ナ・ドヌに運行本部が置かれている。総延長は 6315.9 km、駅数は403である（2005年現在）。
ロストフ州、クラスノダール地方、スタヴロポリ地方、アディゲ共和国、カラチャイ・チェルケス共和国、北オセチア共和国、イングーシ共和国、チェチェン共和国、ダゲスタン共和国、カルムイク共和国と10の連邦構成主体を通る鉄道路線である。
グロズヌイ、クラスノダール、マハチカラ、ミネラーリヌィエ・ヴォードィ、バタイスク、タガンログなどが主要駅である。
また、夏季にはゲレンジークやアナパ、ソチなどの駅や区間は行楽客で賑わう。貨物輸送ではノヴォロシースクやトゥアプセなど石油の積み出し港が重要な駅となっている。

## 歴史
1861年、ロストフ州のアクサイとシャフティ間が最初に開通。
- アゾフ、マイコープ（1911年）
- グデルメス（1914年）
- ソチ（1923年）
- アドレル（1927年）
- ネフチェゴルスク（1931年）
- アストラハン、スフミ（1942年）
- エリスタ（1969年）
- アナパ（1977年）

と延伸を重ね、1989年に全通した。

## 路線
- チェルトコヴォ駅 - ノヴォチェルカッスク駅 - ロストフ駅
- ウスペンスカヤ駅 - タガンログ駅 - ロストフ駅
- ロストフ駅 - バタイスク駅 - クラスノダール駅 - ソチ駅 - アドレル駅 - ヴェショロエ駅（→アブハジア鉄道）
- バタイスク駅 - アルマヴィル駅 - ネヴィンノムイスク駅 - ミネラーリヌィエ・ヴォードィ駅 - モズドク駅 - グデルメス駅 - ハサヴユルト駅 - マハチカラ駅 - デルベント駅 - グラニツァ駅 （→アゼルバイジャン鉄道）

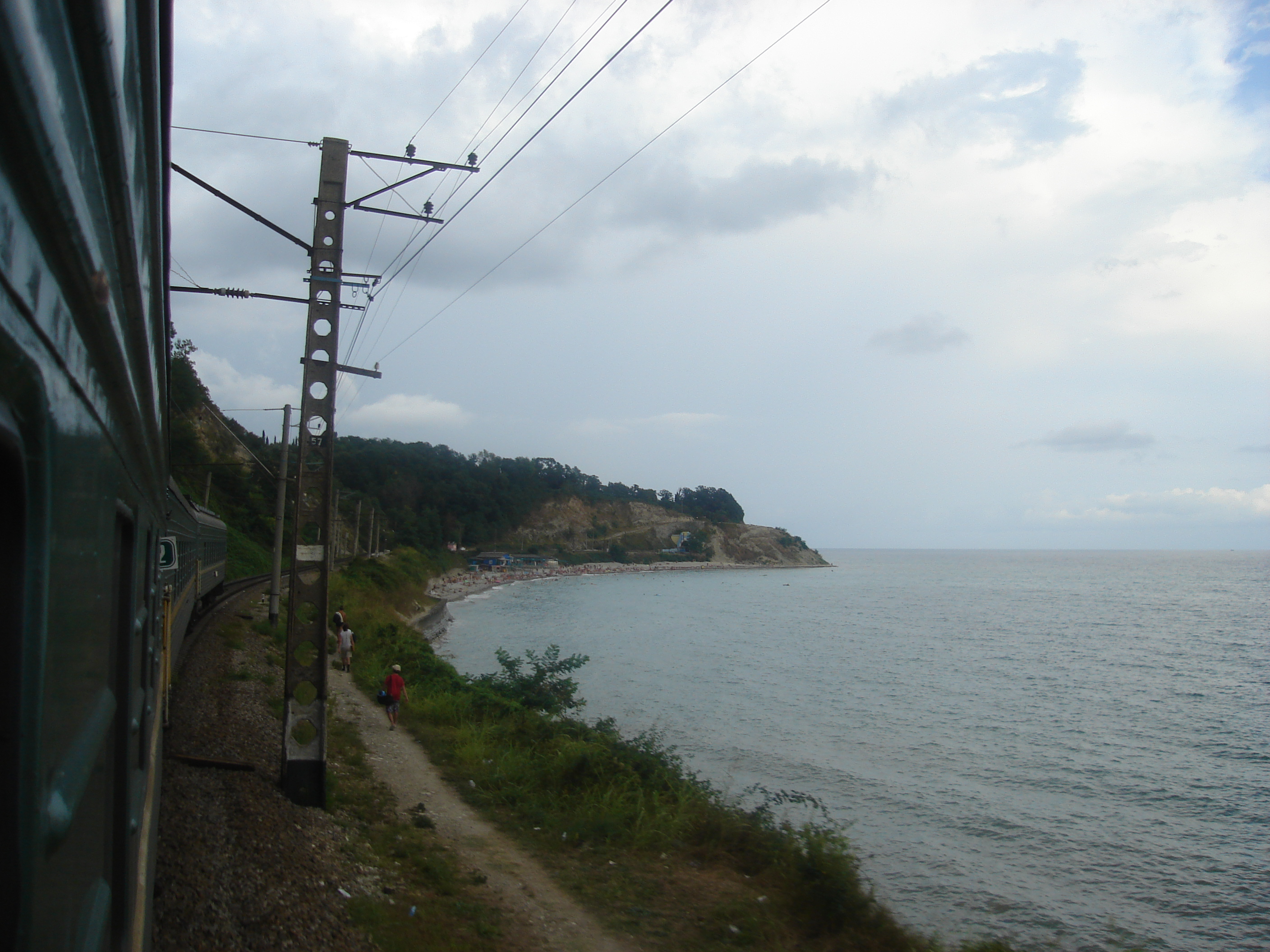
黒海沿岸を走る